# Luceau
Luceau est une commune française, située dans le département de la Sarthe en région Pays de la Loire, peuplée de 1 233 habitants.
La commune fait partie de la province historique du Maine, et se situe dans le Haut-Maine.

## Géographie
Luceau est une commune du sud de la Sarthe à 40 km au sud du Mans et 45 km au nord de Tours.
| Beaumont-Pied-de-Bœuf, Lavernat | Beaumont-Pied-de-Bœuf | Flée             |
| Lavernat                        | Luceau                |                  |
| Lavernat                        |                       | Montval-sur-Loir |

### Climat
Pour des articles plus généraux, voir Climat des Pays de la Loire et Climat de la Sarthe.
En 2010, le climat de la commune est de type climat océanique dégradé des plaines du Centre et du Nord, selon une étude du CNRS s'appuyant sur une série de données couvrant la période 1971-2000. En 2020, Météo-France publie une typologie des climats de la France métropolitaine dans laquelle la commune est dans une zone de transition entre le climat océanique et le climat océanique altéré et est dans la région climatique  Moyenne vallée de la Loire, caractérisée par une bonne insolation (1 850 h/an) et un été peu pluvieux. 
Pour la période 1971-2000, la température annuelle moyenne est de 11,5 °C, avec une amplitude thermique annuelle de 14,9 °C. Le cumul annuel moyen de précipitations est de 720 mm, avec 10,9 jours de précipitations en janvier et 7,2 jours en juillet. Pour la période 1991-2020, la température moyenne annuelle observée sur la station météorologique de Météo-France la plus proche, sur la commune de Saint-Christophe-sur-le-Nais à 12 km à vol d'oiseau, est de 12,1 °C et le cumul annuel moyen de précipitations est de 682,2 mm,. Pour l'avenir, les paramètres climatiques de la commune estimés pour 2050 selon différents scénarios d'émission de gaz à effet de serre sont consultables sur un site dédié publié par Météo-France en novembre 2022.

## Urbanisme

### Typologie
Au 1er janvier 2024, Luceau est catégorisée bourg rural, selon la nouvelle grille communale de densité à sept niveaux définie par l'Insee en 2022.
Elle appartient à l'unité urbaine de Montval-sur-Loir, une agglomération intra-départementale regroupant deux  communes, dont elle est une commune de la banlieue,,. Par ailleurs la commune fait partie de l'aire d'attraction de Montval-sur-Loir, dont elle est une commune de la couronne,. Cette aire, qui regroupe 12 communes, est catégorisée dans les aires de moins de 50 000 habitants,.

### Occupation des sols
L'occupation des sols de la commune, telle qu'elle ressort de la base de données européenne d’occupation biophysique des sols Corine Land Cover (CLC), est marquée par l'importance des territoires agricoles (91,7 % en 2018), une proportion sensiblement équivalente à celle de 1990 (91,8 %). La répartition détaillée en 2018 est la suivante : 
prairies (45,9 %), terres arables (40,4 %), zones urbanisées (6 %), zones agricoles hétérogènes (3,4 %), forêts (2,3 %), cultures permanentes (2,1 %). L'évolution de l’occupation des sols de la commune et de ses infrastructures peut être observée sur les différentes représentations cartographiques du territoire : la carte de Cassini (XVIIIe siècle), la carte d'état-major (1820-1866) et les cartes ou photos aériennes de l'IGN pour la période actuelle (1950 à aujourd'hui).

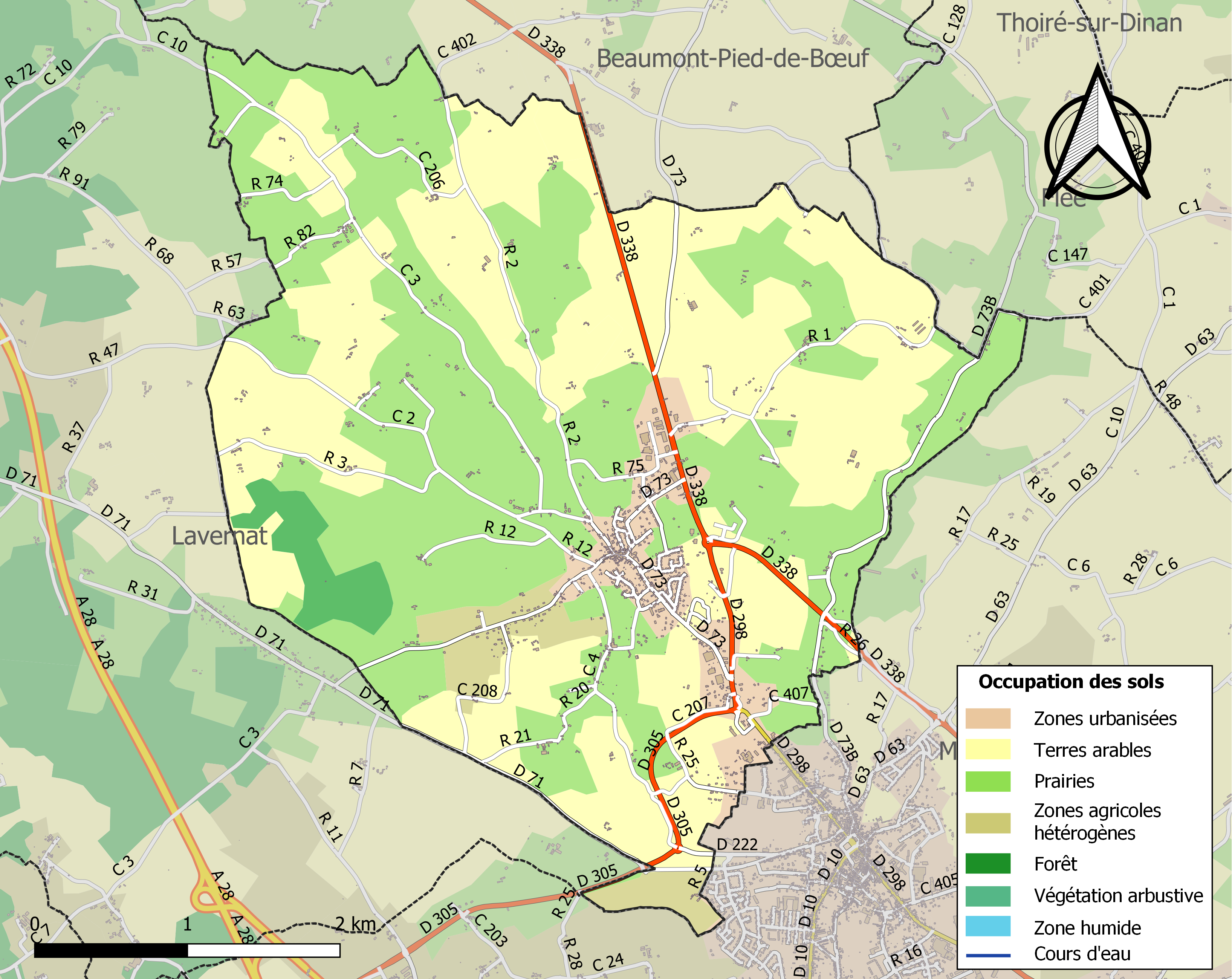
Carte des infrastructures et de l'occupation des sols de la commune en 2018 (CLC).

## Toponymie
Le nom de la localité est attesté sous les formes de Lucelo en 1097 et de Lucaio en 1219. Le toponyme serait un diminutif de Lucé.
Le gentilé est Lucéens.

## Histoire
La cure était un prieuré des chanoines réguliers de l'abbaye de Vaas. La seigneurie appartenait au seigneur de la Couetterie en Beaumont-Pied-de-Bœuf et la paroisse dépendant de Château-du-Loir[réf. nécessaire] et du Maine angevin.

## Politique et administration
Le conseil municipal est composé de quinze membres dont le maire et quatre adjoints.

## Population et société

### Démographie
L'évolution du nombre d'habitants est connue à travers les recensements de la population effectués dans la commune depuis 1793. Pour les communes de moins de 10 000 habitants, une enquête de recensement portant sur toute la population est réalisée tous les cinq ans, les populations de référence des années intermédiaires étant quant à elles estimées par interpolation ou extrapolation. Pour la commune, le premier recensement exhaustif entrant dans le cadre du nouveau dispositif a été réalisé en 2005.
En 2022, la commune comptait 1 233 habitants, en évolution de −0,08 % par rapport à 2016 (Sarthe : −0,25 %, France hors Mayotte : +2,11 %).
Luceau a compté jusqu'à 1 537 habitants en 1821.
| 1793  | 1800  | 1806  | 1821  | 1831  | 1836  | 1841  | 1846  | 1851  |
| ----- | ----- | ----- | ----- | ----- | ----- | ----- | ----- | ----- |
| 1 313 | 1 343 | 1 444 | 1 537 | 1 324 | 1 362 | 1 257 | 1 214 | 1 179 |

| 1856  | 1861  | 1866  | 1872  | 1876  | 1881  | 1886 | 1891 | 1896 |
| ----- | ----- | ----- | ----- | ----- | ----- | ---- | ---- | ---- |
| 1 152 | 1 162 | 1 133 | 1 057 | 1 074 | 1 058 | 811  | 816  | 844  |

| 1901 | 1906 | 1911 | 1921 | 1926 | 1931 | 1936 | 1946 | 1954 |
| ---- | ---- | ---- | ---- | ---- | ---- | ---- | ---- | ---- |
| 833  | 838  | 844  | 786  | 808  | 786  | 770  | 788  | 708  |

| 1962 | 1968 | 1975 | 1982 | 1990 | 1999  | 2005  | 2006  | 2010  |
| ---- | ---- | ---- | ---- | ---- | ----- | ----- | ----- | ----- |
| 660  | 642  | 699  | 906  | 979  | 1 043 | 1 181 | 1 191 | 1 280 |

| 2015  | 2020  | 2022  | - | - | - | - | - | - |
| ----- | ----- | ----- | - | - | - | - | - | - |
| 1 239 | 1 234 | 1 233 | - | - | - | - | - | - |

### Sport
Le Sporting Club de Luceau fait évoluer une équipe de football en division de district.

## Économie
Entreprise majeure sur la commune : Tecalemit Aerospace, site du groupe Tecalemit Aerospace Group spécialisée dans la fabrication de tuyauteries métalliques (haute et basse pression) pour équiper les aéronefs (anciennement Daher).

## Culture locale et patrimoine

### Lieux et monuments
- Église Saint-Martin, abritant quelques œuvres classées à titre d'objets aux Monuments historiques[27].

### Personnalités liées à la commune
- Pierre Cuillier-Perron dit général Perron, né et baptisé à Luceau le 6 août 1753, fils d'un maître tisserand. Il fit fortune aux Indes, et se retira au château du Fresne à Authon où il mourut le 21 mai 1834.
- Jacques Pierre André Guillot de la Poterie (1767-1826), émigré et chef chouan dit Arthur, mort le 10 octobre 1826 en son château de Loup Pendu à Luceau.
- Luce Perrot, journaliste, inspectrice générale de l'administration des affaires culturelles, née à Luceau en 1941. Officier de la Légion d'Honneur en 2016.